# 2025년 코파 아메리카 페메니나
2025 코파 아메리카 페메니나는 남미 축구 연맹 소속 국가대표팀을 위한 코파 아메리카 페메니나의 10번째 대회이자 여자 축구의 주요 국제 축구 선수권 대회이다. 이 대회는 2025년 7월 11일부터 8월 2일까지 에콰도르에서 개최되었다. 이 대회는 원래 2025년 7월 12일에 시작될 예정이었으나, 남미 축구 연맹은 2025년 7월 3일 첫 경기가 2025년 7월 11일에 치러질 것이라고 발표했다.
결승전에서 브라질은 연장전 4–4 무승부 이후 승부차기에서 콜롬비아를 꺾고 5연속이자 통산 9번째 우승을 차지했다.
이전 대회들과 달리, 이 대회는 2027년 FIFA 여자 월드컵의 남미 지역 예선 역할을 하지 않았으며 대신 별도의 예선 대회가 조직되었다. 그러나 이 대회는 2028년 하계 올림픽 여자 축구 토너먼트의 두 자리를 제공했다. 페루 (개최국 자격으로 자동 진출) 외에도 2027년 팬아메리칸 게임 토너먼트의 세 자리를 더 제공했다.

## 팀
남미 축구 연맹 소속 여자 국가대표팀 10개 팀 모두가 참가했다.
| 팀                     | 참가 횟수 | 이전 최고 성적                                        | 대회 시작 시점 FIFA 랭킹 |
| ---------------------- | --------- | ----------------------------------------------------- | ------------------------ |
| 아르헨티나             | 9회       | 우승 (2006)                                           | 32                       |
| 볼리비아               | 9회       | 5위 (1995)                                            | 105                      |
| 브라질 (디펜딩 챔피언) | 10회      | 우승 (1991, 1995, 1998, 2003, 2010, 2014, 2018, 2022) | 4                        |
| 칠레                   | 10회      | 준우승 (1991, 2018)                                   | 39                       |
| 콜롬비아               | 8회       | 준우승 (2010, 2014, 2022)                             | 18                       |
| 에콰도르 (개최국)      | 9회       | 3위 (2014)                                            | 67                       |
| 파라과이               | 8회       | 4위 (2006, 2022)                                      | 45                       |
| 페루                   | 8회       | 3위 (1998)                                            | 77                       |
| 우루과이               | 8회       | 3위 (2006)                                            | 63                       |
| 베네수엘라             | 9회       | 3위 (1991)                                            | 48                       |

## 경기장
경기장은 2025년 5월 5일에 발표되었다. 경기는 에콰도르의 한 도시인 키토에 있는 세 경기장에서 진행되었다.
상업적인 이유로 에스타디오 반코 과야킬은 대회 기간 동안 이름이 변경되었다.
| 키토                                    | 키토                          | 키토                            | 키토class=notpageimage\| 키토의 위치. |
| --------------------------------------- | ----------------------------- | ------------------------------- | ------------------------------------- |
| 에스타디오 IDV (에스타디오 반코 과야킬) | 에스타디오 곤살로 포소 리팔다 | 에스타디오 로드리고 파스 델가도 | 키토class=notpageimage\| 키토의 위치. |
| 수용 인원: 12,000                       | 수용 인원: 18,779             | 수용 인원: 41,575               | 키토class=notpageimage\| 키토의 위치. |
|                                         |                               |                                 | 키토class=notpageimage\| 키토의 위치. |

## 추첨
대회 추첨은 2024년 12월 19일 현지 시간 13:30분 (UTC-3)에 파라과이 아순시온에서 열렸다.
| 시드                                | 포트 1                | 포트 2          | 포트 3                | 포트 4          |
| ----------------------------------- | --------------------- | --------------- | --------------------- | --------------- |
| 에콰도르 (그룹 A) · 브라질 (그룹 B) | 콜롬비아 · 아르헨티나 | 파라과이 · 칠레 | 베네수엘라 · 우루과이 | 볼리비아 · 페루 |

## 심판진
2025년 6월 14일, 남미 축구 연맹은 대회 심판 명단을 발표했다.
주심
- 로베르타 에체베리아
- 아드리아나 파르판
- 다이아네 무니즈
- 디오네 리시오스
- 마리아 빅토리아 다사
- 마르셀리 삼브라노
- 이바나 프로이코브스카
- 술마 키뇨네스
- 밀라그로스 아루엘라
- 아나히 페르난데스
- 에미카르 칼데라스

부심
- 다이아나 밀로네
- 기셀라 트루코
- 엘리자베스 블랑코
- 마리셀라 우라푸카
- 마이라 마스텔라
- 레일라 모레이라
- 마르시아 카스티요
- 레슬리 바스케스
- 메리 블랑코
- 마이라 산체스
- 모니카 암보야
- 비비아나 세구라
- 줄리아 템페스틸리
- 낸시 페르난데스
- 나디아 바일러
- 마리아나 아키노
- 베라 유판키
- 이라가르체 페르난데스
- 벨렌 클라비호
- 다이아나 페르난데스
- 프란시스 가르시아
- 미그달리아 로드리게스

## 조별 리그
각 조 상위 2개 팀은 준결승에 진출하고, 3위 팀 2개는 5위 결정전에 진출한다.
모든 시간은 현지 시간, ECT (UTC-5)이다.

### 승점 동률 시 규정
1차전에서 팀들은 승점 (승리 시 3점, 무승부 시 1점, 패배 시 0점)에 따라 순위가 매겨진다. 승점이 같을 경우, 다음과 같은 순서로 타이브레이커가 적용된다.
1. 해당 팀들 간의 경기에서 획득한 승점;
2. 해당 팀들 간의 경기에서 득실차;
3. 해당 팀들 간의 경기에서 득점 수;
4. 모든 조별 경기에서 득실차;
5. 모든 조별 경기에서 득점 수;
6. 최저 레드카드 수;
7. 최저 옐로카드 수;
8. 추첨.

### A조
틀:2025 코파 아메리카 페메니나 조별 리그 순위표
2025 Copa América Femenina Group A
2025 Copa América Femenina Group A
2025 Copa América Femenina Group A
2025 Copa América Femenina Group A
2025 Copa América Femenina Group A
2025 Copa América Femenina Group A
2025 Copa América Femenina Group A
2025 Copa América Femenina Group A
2025 Copa América Femenina Group A
2025 Copa América Femenina Group A

### B조
틀:2025 코파 아메리카 페메니나 조별 리그 순위표
2025 Copa América Femenina Group B
2025 Copa América Femenina Group B
2025 Copa América Femenina Group B
2025 Copa América Femenina Group B
2025 Copa América Femenina Group B
2025 Copa América Femenina Group B
2025 Copa América Femenina Group B
2025 Copa América Femenina Group B
2025 Copa América Femenina Group B
2025 Copa América Femenina Group B

## 결선 토너먼트
결선 토너먼트에서 5위 결정전, 준결승, 3위 결정전이 정규 시간 90분 끝에 동점일 경우, 연장전은 진행되지 않고 경기는 직접 승부차기로 결정된다. 결승전이 정규 시간 끝에 동점일 경우, 연장전 (각 15분씩 두 번)이 진행되며, 각 팀은 추가 교체를 할 수 있다. 연장전 후에도 동점일 경우, 결승전은 승부차기로 우승팀을 결정한다.

### 대진표
2025 Copa América Femenina knockout stage

### 5위 결정전
5위 결정전 승자는 2027년 팬아메리칸 게임 본선에 진출했다.
2025 Copa América Femenina knockout stage

### 준결승전
준결승전 승자는 2028년 하계 올림픽 축구 여자 토너먼트에 진출했다. 패자는 2027년 팬아메리칸 게임 축구 여자 토너먼트에 진출했다.
2025 Copa América Femenina knockout stage
2025 Copa América Femenina knockout stage

### 3위 결정전
2025 Copa América Femenina knockout stage

### 결승전
2025 Copa América Femenina Final

## 통계

### 득점자
틀:Goalscorers

## 시상
| 2025 Copa América Femenina winners                                               |
| -------------------------------------------------------------------------------- |
| 틀:나라자료 Brazil [[틀:나라자료 Brazil fbw 국가대표팀\|틀:나라자료 Brazil]] 9th |

| 상          | 수상자                                                                    |
| ----------- | ------------------------------------------------------------------------- |
| 골든볼      | 틀:Fbwicon 마르타 비에이라 다 시우바                                      |
| 득점왕      | 틀:Fbwicon 클라우디아 마르티네스 (6골) 틀:Fbwicon 아만다 구티에레스 (6골) |
| 골든 글러브 | 틀:Fbwicon 캐서린 타피아                                                  |
| 페어 플레이 | 아르헨티나                                                                |

## 대회 팀 순위
이 표는 대회 기간 동안 팀들의 순위를 보여준다.
| 순위 | 팀           | 경기 | 승 | 무 | 패 | 득 | 실 | 차  | 승점 | 최종 결과      |
| ---- | ------------ | ---- | -- | -- | -- | -- | -- | --- | ---- | -------------- |
| 1    | 브라질       | 6    | 4  | 2  | 0  | 21 | 6  | +15 | 14   | 우승           |
| 2    | 콜롬비아     | 6    | 2  | 4  | 0  | 16 | 5  | +11 | 10   | 준우승         |
| 3    | 아르헨티나   | 6    | 4  | 2  | 0  | 8  | 3  | +5  | 14   | 3위            |
| 4    | 우루과이     | 6    | 2  | 2  | 2  | 9  | 10 | −1  | 8    | 4위            |
|      |              |      |    |    |    |    |    |     |      |                |
| 5    | 파라과이     | 5    | 3  | 0  | 2  | 9  | 9  | 0   | 9    | 5위            |
| 6    | 칠레         | 5    | 2  | 0  | 3  | 6  | 7  | −1  | 6    | 6위            |
|      |              |      |    |    |    |    |    |     |      |                |
| 7    | 베네수엘라   | 4    | 1  | 1  | 2  | 8  | 5  | +3  | 4    | 조별 리그 탈락 |
| 8    | 에콰도르 (H) | 4    | 1  | 1  | 2  | 6  | 7  | −1  | 4    | 조별 리그 탈락 |
| 9    | 페루         | 4    | 0  | 0  | 4  | 1  | 8  | −7  | 0    | 조별 리그 탈락 |
| 10   | 볼리비아     | 4    | 0  | 0  | 4  | 1  | 25 | −24 | 0    | 조별 리그 탈락 |

## 국제 대회 본선 진출

### 올림픽 축구 토너먼트 진출 팀
남미 축구 연맹 소속 두 팀이 미국에서 열리는 2028년 하계 올림픽 축구 여자 토너먼트에 진출했다.
| 팀       | 진출 확정일     | 올림픽 축구 이전 출전 횟수                         |
| -------- | --------------- | -------------------------------------------------- |
| 콜롬비아 | 2025년 7월 28일 | 3 (2012, 2016, 2024)                               |
| 브라질   | 2025년 7월 29일 | 8 (1996, 2000, 2004, 2008, 2012, 2016, 2020, 2024) |

### 팬아메리칸 게임 진출 팀
남미 축구 연맹 소속 나머지 세 팀은 개최국으로 진출한 페루와 함께 2027년 팬아메리칸 게임 축구 여자 토너먼트에 진출했다.
| 팀         | 진출 확정일     | 팬아메리칸 게임 축구 이전 출전 횟수    |
| ---------- | --------------- | -------------------------------------- |
| 페루       | 2024년 3월 12일 | 1 (2019)                               |
| 파라과이   | 2025년 7월 28일 | 3 (2007, 2019, 2023)                   |
| 아르헨티나 | 2025년 7월 28일 | 6 (2003, 2007, 2011, 2015, 2019, 2023) |
| 우루과이   | 2025년 7월 29일 | 1 (2007)                               |

2 굵은 글씨는 해당 연도 우승팀을 나타낸다. 이탤릭체는 해당 연도 개최국을 나타낸다.

## 논란

### 우루과이 선수협회와 우루과이 축구 협회의 대회 전 노동 분쟁
우루과이 여자 축구 국가대표팀은 우루과이 축구 협회 (AUF)가 대회 준비를 부적절하게 했다고 주장하며 항의의 표시로 최종 토너먼트 시작 전 일주일 동안 훈련을 거부했다. 선수 노조인 우루과이 프로 축구 선수 협회 (MUFP)가 요구한 사항에는 국가대표 훈련 센터인 콤플레호 셀레스테의 전면 사용, 개선된 훈련 조건 및 장비, 그리고 일당 인상이 포함되었다. MUFP는 7월 8일 화요일 저녁, 우루과이의 첫 경기인 에콰도르전 (7월 11일 금요일) 사흘 전에 분쟁 해결을 발표했다. FIFPRO에 대해 MUFP 사무총장 미첼 두아르테는 이 합의에 대해 다음과 같이 말했다. 
"아직 개선할 여지가 많지만, 우리는 지속적인 개선 과정에 있습니다. 이번에는 매우 좋은 협력 관계가 있었고, 양측 모두 합의에 만족했습니다."

### 조별 리그에서의 비디오 판독심 (VAR) 미적용
칠레 수비수 야나라 아에도와 페르난다 피니야는 남미 축구 연맹이 대회 조별 리그 전체에서 VAR 기술을 사용하지 않기로 결정한 것을 비판했으며, 아에도는 다음과 같이 말했다. 
"VAR이 없다는 것은 무례합니다. 선수로서 유로와 코파 아메리카 간의 [차이점]을 보는 것은 부끄러운 일입니다... 지난 경기 [페루에 3-0 승리]에서 합법적인 골이 취소되었습니다. 사람들이 우리가 받지 못한 두 번의 페널티킥을 볼 수 있도록 경기가 방송된 것은 좋습니다. 아르헨티나가 이길 자격이 없었다는 말은 아니지만, VAR은 그들과 우리, 모든 선수를 위해 경기를 바꿨을 것입니다. 주최 측은 정신 차려야 합니다. 우리는 남자 선수들만큼이나 축구 선수입니다."

### 경기 전 워밍업 조건 부적절 논란
2027년 FIFA 여자 월드컵 개최국 브라질과 볼리비아의 에스타디오 곤살로 포소 리팔다에서의 조별 리그 경기 후, 베테랑 스타 마르타 비에이라 다 시우바를 포함한 여러 브라질 선수단과 감독 아르투르 엘리아스는 경기장 내에서 워밍업을 금지한 남미 축구 연맹의 결정을 공개적으로 비난했다. 주전 공격수 케롤린은 소셜 미디어를 통해 불만을 표출했으며, 동시 진행 중인 UEFA 여자 유로 2025를 언급하며 다음과 같이 말했다. 
"유럽에서는 기술 기록을 깨는 동안, 우리는 페인트 냄새가 나는 최대 20m 방에서 워밍업을 하고 있습니다. 이상하네요!"

미드필더 아리 보르제스는 경기 후 해설자이자 전 브라질 국가대표였던 프란시엘레 알베르투에게 남미 축구 연맹 회장 알레한드로 도밍게스에게 팀의 워밍업 조건과 기타 사회적 형평성 문제 (경기장 선정 및 조별 리그 VAR 미사용 결정 포함)에 대해 직접적으로 이의를 제기하며 말했다. 
"...매우 어렵습니다. 작년에 남자 코파 아메리카는 좋은 시기에 좋은 경기장에서 열렸는데, 우리는... 여자 축구에 대한 이런 무시를 보고 있습니다. 정말 부끄러운 일입니다."

그녀는 브라질 뉴스 매체 글로부 에스포르테에 덧붙여 말했다. 
"[도밍게스에게] 그가 페인트 냄새가 나는 5~10미터 공간에서 워밍업을 할 수 있는지 물어보세요. 저는 우리가 남자 코파 아메리카의 예를 보았다고 생각합니다. 엄청난 시설이 있었죠. 왜 여자 대회는 이런 대우를 받고 있습니까?"

남미 축구 연맹은 나중에 로이터와의 성명을 통해 결정을 번복하며 말했다. 
"이제부터 골키퍼들은 이미 경기장에서 15분 동안 워밍업 시간을 가졌던 것처럼, 필드 플레이어들도 같은 시간 동안 경기장에서 워밍업을 할 수 있게 될 것입니다... 이 결정은 현재까지 대회 경기장의 상태를 면밀히 평가하고, 일부 참가 팀들의 피드백을 고려하여 내려졌습니다."